# Iglesia de la Inmaculada Concepción (Olaeta)
La iglesia de la Inmaculada Concepción es un edificio situado en la anteiglesia española de Olaeta, en la provincia de Álava.

## Descripción
El edificio se encuentra en la anteiglesia española de Olaeta, del municipio de Aramayona, perteneciente a la provincia de Álava, en la comunidad autónoma del País Vasco. Se menciona como iglesia parroquial del lugar en el duodécimo volumen del Diccionario geográfico-estadístico-histórico de España y sus posesiones de Ultramar de Pascual Madoz, donde aparece descrita con las siguientes palabras: «igl. parr. (La Purisima Concepcion) servida por un beneficiado de la matriz, que es Ochandiano». En el tomo de la Geografía general del País Vasco-Navarro dedicado a Álava y escrito por Vicente Vera y López, se dice lo siguiente: «La parroquia, de categoría de entrada, pertenece al arciprestazgo de Villarreal y está dedicada á la Inmaculada Concepción».